# Franjo Vučer
Franjo Vučer, slovenski admiral, * 13. januar 1875, Dolenja Brezovica, † 22. maj 1956, Drča.

## Napredovanja
- častniški aspirant - 1. oktober 1892 (Avstro-ogrska vojna mornarica)
- poročnik fregate - 1. maj 1898 (Avstro-ogrska vojna mornarica)
- poročnik bojne ladje - 1906 (Avstro-ogrska vojna mornarica)
- poročnik bojne ladje 1. razreda - 1907 (Avstro-ogrska vojna mornarica)
- kapitan fregate - 1. maj 1918 (Avstro-ogrska vojna mornarica)
- kapitan bojne ladje - 12. julij 1921 (Vojna mornarica Kraljevine SHS)
- kontraadmiral - 17. december 1930 (Jugoslovanska kraljeva vojna mornarica)

## Odlikovanja
- red belega orla V. stopnje
- red sv. Save III. stopnje
- red jugoslovanske krone IV. stopnje